# Шатонеф (Лоара)
Шатонеф (фр. Châteauneuf) насеље је и општина у источној Француској у региону Рона-Алпи, у департману Лоара која припада префектури Сент Етјен.
По подацима из 2011. године у општини је живело 1499 становника, а густина насељености је износила 109,82 становника/km². Општина се простире на површини од 13,65 km². Налази се на средњој надморској висини од 230 метара (максималној 657 m, а минималној 208 m).

## Демографија
| 1962. | 1968. | 1975. | 1982. | 1990. | 1999. | 2011. |
| ----- | ----- | ----- | ----- | ----- | ----- | ----- |
| 729   | 776   | 902   | 1.173 | 1.351 | 1.445 | 1.499 |

График промене броја становника у току последњих година